# Пантелеев, Василий Лаврентьевич
Василий Лаврентьевич Пантелеев (26 сентября 1923, дер. Куракино, Псковская губерния — 18 апреля 1992, Псковская область) — командир огневой точки 13-го отдельного моторизированного противотанкового огнеметного батальона 16-го гвардейского стрелкового корпуса 11-й гвардейской армии 3-го Белорусского фронта; 71-го стрелкового корпуса 31-й армии 3-го Белорусского фронта, младший сержант.

## Биография
Родился 26 сентября 1923 года в деревне Куракино (ныне Великолукского района Псковской области). Окончил 7 классов. Работал маляром в Великолукской дистанции гражданских сооружений.
В Красной Армии и в боях Великой Отечественной войны с января 1942 года. Боевое крещение принял под Старой Руссой.
Командир огневой точки 13-го отдельного моторизированного противотанкового огнеметного батальона младший сержант Василий Пантелеев 26 июля 1944 года при отражении контратаки противника западнее города Алитус огнём из автомата поразил пятерых противников. Рискуя жизнью, вынес с поля боя тяжело контуженного командира взвода, оказав ему первую медицинскую помощь. За мужество и отвагу, проявленные в боях, младший сержант Пантелеев Василий Лаврентьевич 26 сентября 1944 года награждён орденом Славы 3-й степени.
8 февраля 1945 года в бою за высоту в 10 километрах севернее города Ландсберг уничтожил свыше десяти пехотинцев, подавил огневую точку врага, чем содействовал продвижению роты. За мужество и отвагу, проявленные в боях, младший сержант Пантелеев Василий Лаврентьевич 14 марта 1945 года награждён орденом Славы 2-й степени.
15 февраля 1945 года Василий Пантелеев в составе того же батальона с группой разведчиков находился в тылу противника севернее города Ландсберг, одним из первых проник в траншею противника, захватил «языка» и доставил его в наше расположение. За мужество и отвагу, проявленные в боях, младший сержант Пантелеев Василий Лаврентьевич 3 марта 1945 года награждён орденом Славы 2-й степени.
Указом Президиума Верховного Совета СССР от 12 марта 1980 года за образцовое выполнение заданий командования в боях с немецко-вражескими захватчиками Пантелеев Василий Лаврентьевич перенаграждён орденом Славы 1-й степени, став полным кавалером ордена Славы.
Участник исторического Парада Победы 24 июня 1945 года в Москве на Красной площади.
В 1946 году В. Л. Пантелеев демобилизован из Вооруженных Сил СССР. Жил в городе Великие Луки Псковской области. Работал экспедитором, контролером-ревизором на пассажирских поездах Великолукского отделения Октябрьской железной дороги. Скончался 18 апреля 1992 года.
Награждён орденами Красного Знамени, Отечественной войны 1-й степени, Славы 3-х степеней, медалями.